# José Luis Lanza
José Luis Lanza (La Plata, 24 de diciembre de 1928 - Miami, 15 de septiembre de 1994) fue un futbolista argentino que se desempeñaba como delantero. 

## Trayectoria
Comenzó a jugar fútbol como portero en las categorías infantiles de Club Atlético Huracán. A transcurrir de los entrenamientos, comenzó a actuar como delantero, por sus cualidades en el ataque. Desde ese momento fue centro delantero, actuando 4 años en el globo.
En 1951 llegó a Club Atlético Quilmes, de ahí a Ferro Carril Oeste, al año siguiente continua su carrera en Centro Gallego de Cuba (su primera experiencia en el extranjero). A mediados de ese año volvió a Sudamérica, trasladándose a Perú para formar parte de Ciclista Lima.
En 1955 cruza el charco para jugar en Colombia y actuar por Atlético Nacional y en 1956 por Millonarios Fútbol Club. 
En 1962 se retiró en Independiente Medellín. En su paso por el equipo del pueblo marcó 40 goles en 158 encuentros.
Luego de ello, se radicó en Estados Unidos. Murió en septiembre de 1994 a causa de un ataque cardíaco, a los 66 años.
José Luis lanza se casó con Berta Diez una colombiana y tuvieron 4 hijos [actualmente 3 de ellos vivos] (la más joven de las 3 mujeres tuvo un hijo alan Aguirre Lanza que también tuvo un hijo José Luis Aguirre

## Selección nacional
Intregó la selección argentina que disputó los Juegos Panamericanos de Dallas de 1947, convirtiendo 1 gol.

## Clubes
| Club                   | País      | Año       |
| ---------------------- | --------- | --------- |
| Huracán                | Argentina | 1946-1950 |
| Quilmes                | Argentina | 1951      |
| Ferro Carril Oeste     | Argentina | 1952      |
| Centro Gallego         | Cuba      | 1952-1953 |
| Ciclista Lima          | Perú      | 1953-1954 |
| Atlético Nacional      | Colombia  | 1955      |
| Millonarios            | Colombia  | 1956      |
| Atlético Nacional      | Colombia  | 1957      |
| Atlético Bucaramanga   | Colombia  | 1958      |
| Independiente Medellín | Colombia  | 1959-1962 |